# Belém Challenger 1994
Il Belém Challenger 1994 è stato un torneo di tennis facente parte della categoria ATP Challenger Series nell'ambito dell'ATP Challenger Series 1994. Il torneo si è giocato a Belém in Brasile dal 28 febbraio al 7 marzo 1994 su campi in cemento.

## Vincitori

### Singolare
Oliver Gross ha battuto in finale  Mario Rincón con il punteggio di 6–4, 6–4

### Doppio
Il torneo di doppio è terminato durante i quarti di finale